# Дубраве (Градишка)
Дубраве (серб. Дубраве) —  населённый пункт (посёлок) в общине Градишка, который принадлежит энтитету Республике Сербской, Босния и Герцеговина. Расположен в 5 км к югу от города Градишка.

## Население
Численность населения посёлка Дубраве по переписи 2013 года составила 2 289 человек.
Этнический состав населения населённого пункта по данным переписи 1991 года:
- боснийские мусульмане — 2.413 (93,49 %),
- сербы — 36 (1,39 %),
- хорваты — 4 (0,15 %),
- югославы — 74 (2,86 %),
- прочие — 54 (2,09 %),

Всего: 2.581 чел.